# Szpilowłoska

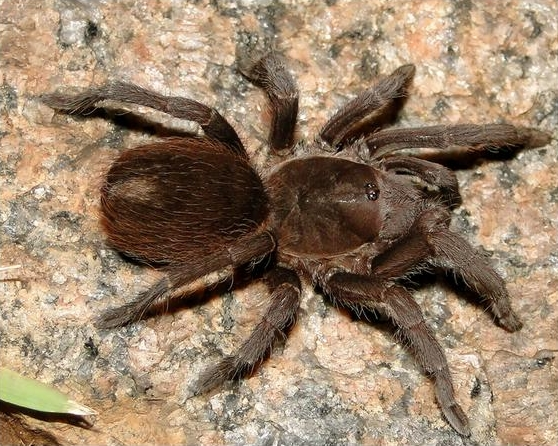
Acanthoscurria gomesiana

Szpilowłoska (Acanthoscurria) – rodzaj pająków z rodziny ptasznikowatych. Obejmuje 19 opisanych gatunków. Zamieszkują Amerykę Południową i Małe Antyle.

## Morfologia i zasięg
Charakterystyczną cechą tego rodzaju jest budowa narządu strydulacyjnego u obu płci. Ma on postać umieszczonej na tylnej powierzchni krętarzy nogogłaszczków grupki licznych, tęgich, pierzastych szczecinek o formie zaostrzonej lub maczugowatej oraz przeciwstawnej jej grupy pierzastych, w większości zaostrzonych kolców przemieszanych z jednym lub dwoma kolcami niezmodyfikowanymi umieszczonej na przedniej powierzchni krętarzy odnóży pierwszej pary. Szczecinek strydulacyjnych brak jest zupełnie na biodrach nogogłaszczków i odnóży. Ostania para odnóży nie jest wyraźnie grubsza od pierwszej oraz ma goleń węższą od uda, a na nadstopie smukłe i walcowate. Samiec ma na goleni przedniego odnóża pojedynczy hak (apofizę) umieszczony po wewnętrznej stronie. Na goleni nogogłaszczka samca również wykształcona jest ostrogowata apofiza.
Rodzaj neotropikalny, w większości ograniczony zasięgiem do Ameryki Południowej, z jednym tylko gatunkiem występującym na Małych Antylach. Większość jego przedstawicieli, bo 12 gatunków, występuje w Brazylii.

## Taksonomia
Takson ten wprowadzony został w 1871 roku przez Antona Ausserera na łamach „Verhandlungen der Kaiserlich-Königlichen Zoologisch-Botanischen Gesellschaft in Wien”. Eugène Simon w 1892 roku zsynonimizował z nim rodzaj Acanthopalpus, a w 1903 roku Callyntropus. Z kolei w 1985 roku Robert Raven zsynonimizował z nim rodzaj Trasyphoberus. W 2020 roku Ray Gabriel dokonał częściowej rewizji taksonomicznej rodzaju. W 2025 roku Daniella Sherwood i współpracownicy zaproponowali wyróżnienie dla trzech jego gatunków grupy theraphosoides.
Do rodzaju należy 19 opisanych gatunków:
- Acanthoscurria armasi Sherwood et al., 2025 – szpilowłoska kolumbijska
- Acanthoscurria belterrensis Paula et al., 2014 – szpilowłoska kasztanowowłosa
- Acanthoscurria chacoana Brèthes, 1909 – szpilowłoska sawannowa
- Acanthoscurria cordubensis Thorell, 1894 – szpilowłoska amazońska
- Acanthoscurria geniculata (C. L. Koch, 1841) – szpilowłoska białokolanowa
- Acanthoscurria gomesiana Mello-Leitão, 1923 – szpilowłoska gomesynowa
- Acanthoscurria insubtilis Simon, 1892 – szpilowłoska niesubtelna
- Acanthoscurria juruenicola Mello-Leitão, 1923 – szpilowłoska jurueńska
- Acanthoscurria maga Simon, 1892 – szpilowłoska nienasycona
- Acanthoscurria melloleitaoi Bertani, 2023 – szpilowłoska mostkowa
- Acanthoscurria musculosa Simon, 1892 – szpilowłoska muskularna
- Acanthoscurria natalensis Chamberlin, 1917 – szpilowłoska natalska
- Acanthoscurria paulensis Mello-Leitão, 1923 – szpilowłoska paulońska
- Acanthoscurria rhodothele Mello-Leitão, 1923 – szpilowłoska różowoprzędna
- Acanthoscurria simoensi Vol, 2000 – szpilowłoska gujańska
- Acanthoscurria tarda Pocock, 1903 – szpilowłoska powolna
- Acanthoscurria theraphosoides (Doleschall, 1871) – szpilowłoska drapieżna
- Acanthoscurria turumban Rodríguez-Manzanilla et Bertani, 2010 – szpilowłoska wenezuelska
- Acanthoscurria urens Vellard, 1924 – szpilowłoska kłująca